# 's-Heerwoutermansambacht
 's Heerwoutermansambacht was een ambacht van het Westkwartier van het Brugse Vrije. De ambacht bestond uit vier parochies: Bredene, Mariakerke, Oudenburghoek (grondgebied buiten de stad en het gelijknamige schependom) en Zandvoorde. Het dagelijks bestuur in het gebied werd georganiseerd door het Brugse Vrije, de rechtspraak werd echter geregeld door de schepenen en burgemeester van het Westkwartier.